# جورج سكاربورو
جورج سكاربورو (بالإنجليزية: George Scarborough)‏ هو راعي البقر أمريكي، ولد في 2 أكتوبر 1859 في لويزيانا في الولايات المتحدة، وتوفي في 5 أبريل 1900 في ديمينغ في الولايات المتحدة.